# Cratere Emesh
Emesh è un cratere sulla superficie di Cerere.